# (283117) Bonn
(283117) Bonn es un asteroide perteneciente al cinturón de asteroides, descubierto el 1 de noviembre de 2008 por Erwin Schwab desde el Observatorio Tzec Maun en Mayhill, Nuevo México.

## Designación y nombre
Designado provisionalmente como 2008 VU. Fue nombrado por Bonn, ciudad alemana que fue capital de Alemania Occidental entre 1949 y 1990. Es sede del Instituto Argelander de Astronomía, el Instituto Max Planck de Radioastronomía y el Observatorio de Bonn, que compiló el catálogo de estrellas conocido como Bonner Durchmusterung.

## Características orbitales
Bonn está situado a una distancia media del Sol de 2,654 ua, pudiendo alejarse hasta 2,853 ua y acercarse hasta 2,456 ua. Su excentricidad es 0,075 y la inclinación orbital 18,048 grados. Emplea 1579,54 días en completar una órbita alrededor del Sol.

## Características físicas
La magnitud absoluta de Bonn es 16,15. Tiene 4,549 km de diámetro. Su albedo se estima en 0,034.